# Ansigtsløftning
En ansigtsløftning er en type plastikkirurgi, der typisk involverer fjernelse af overflødig ansigtshud og kan involvere opstramning af det underliggende væv, hvorefter huden trækkes på plads på patientens ansigt og hals. Den første ansigtsløftning blev udført af Eugen Holländer i Berlin i 1901.
Ved en traditionel ansigtsløftning foretages et snit foran øret, forbi øret og om nær hårgrænsen i nakken. Efter dette løsnes huden fra det dybereliggende væv med skalpel eller saks.
| Lægevidenskab | Spire Denne artikel om lægevidenskab er en spire som bør udbygges. Du er velkommen til at hjælpe Wikipedia ved at udvide den. |